# Kézdialbisi református templom
Kézdialbis középkori eredetű református temploma  egy domboldal tetején emelkedik. A harangtorony a műemléképülettől délre látható, amely egykor a bejárat védelmére szolgált.  A templomot egy kissé alacsonyabb, de  épségben megmaradt védőfal övezi.

## A templom története
Az egyházközség első okleveles említése 1539-re tehető, ahol a falu neve a korabeli dokumentumok szerint Albis néven jelent meg. Az 1567. évi regestrumban 13 kapuval jegyezték be, 1602-ben 22 családdal  szerepelt. A Bethlen Gábor-féle összeírás alkalmával 56 családfőt számláltak.
A mai templom feltehetően a 15. század végén, vagy a 16. század elején épülhetett.  Nem sokkal azután készülhetett el a templomtól különálló, tőle délre emelt kaputorony, amely egykor harangtoronyként is szolgált, valamint a toronyhoz  csatlakozó, ovális alakú védőfal.
A középkori templom román kori elődje az 1998-as régészeti ásatások elkezdéséig    ismeretlen volt, tárgyi emlékek csupán a  hajó-szentély térfűzésű, késő gótikus templomból maradtak fenn.
A 15. század végén készült kaputorony a déli oldalon nyíló bejárat felett emelkedett, amely mai formáját az 1637. évi utólagos ráépítéssel nyerte el.
A legutóbbi restaurálási munkálatok során került elő a hajdani gótikus boltozat gyámkő nélküli bordaindításának egy része. 
A javítások során szintén kibontották a szentélyből nyíló sekrestye bejáratának 15. század végi vállköves kőkeretét is, amely addig bevakolva a helyén állott.
A 16. századi templombelső vakolatrétegére a későbbiekben növényi ornamentikát, díszes
indákat festettek és feliratokkal látták el. Tüdős S. Kinga  szerint a díszítés stílusából ítélve a 17. század végén, vagy a századfordulón készülhettek. A vonalvezetés ritmusa pedig a 18. századi festett menyasszonyi ládák motívumait idézi.
A templomból származó feliratos, faragott kőtábla napjainkban a sepsiszentgyörgyi Székely Nemzeti Múzeumban található.
Az 1998-as régészeti ásatások alkalmával feltárták a református templom négy építési periódusát.
Az első periódus a román stílusú templom építési idejére tehető. A 13. század második felében épület csarnoktemplom körülbelül 14,5–15 méter hosszú és 5,20 méter széles belvilágú volt. Félköríves szentélyének hossza 5,35 méter, szélessége 4,75 méter lehetett. A szentélyt a hajótól diadalív választotta el.
A templom második építési periódusa a késő gótikus építkezési stílus jegyeit hordozza magán. Erre utal a sokszögzáródású szentély, a nyugati homlokzat csúcsíves ajtókerete, a szentély csonkított állapotban fennmaradt ablakai, a sekrestye bejáratának vállköves kőkerete, valamint az ehhez hasonló szentségtartó fülke kőkerete is.
A 16–17. század folyamán, a harmadik periódusban a templom újabb átépítésére kerülhetett sor, amelynek  legfontosabb része a déli oldalhoz ragasztott, 3×3,45 méter belvilágú portikusz volt.
A negyedik periódus a 18. századra tehető, amelynek során a portikuszt lebontották, helyette egy 4,3 x 6 méter belvilágú, a hajóval azonos magasságú építmény került.

## A templom leírása
A középkori templom a hajóból és a kissé rövidebb, de azonos szélességű sokszögzáródású szentélyből áll.
Többszöri átépítés ellenére is számos korabeli elemet őriz, az épületen megtalálhatóak a bordaindás, valamint a  vállköves kőkeretek is.
Nyugati homlokzatán homokkőből faragott, egyszerűen megmunkált,  csúcsíves ajtókeret 
látható. A szentély két déli ablaka megcsonkított állapotban maradt fenn, a kereten gótikus részletek láthatók. A déli bejáratának szintén gótikus ajtókerete lehetett, amely a portikusz építésekor megsemmisült.

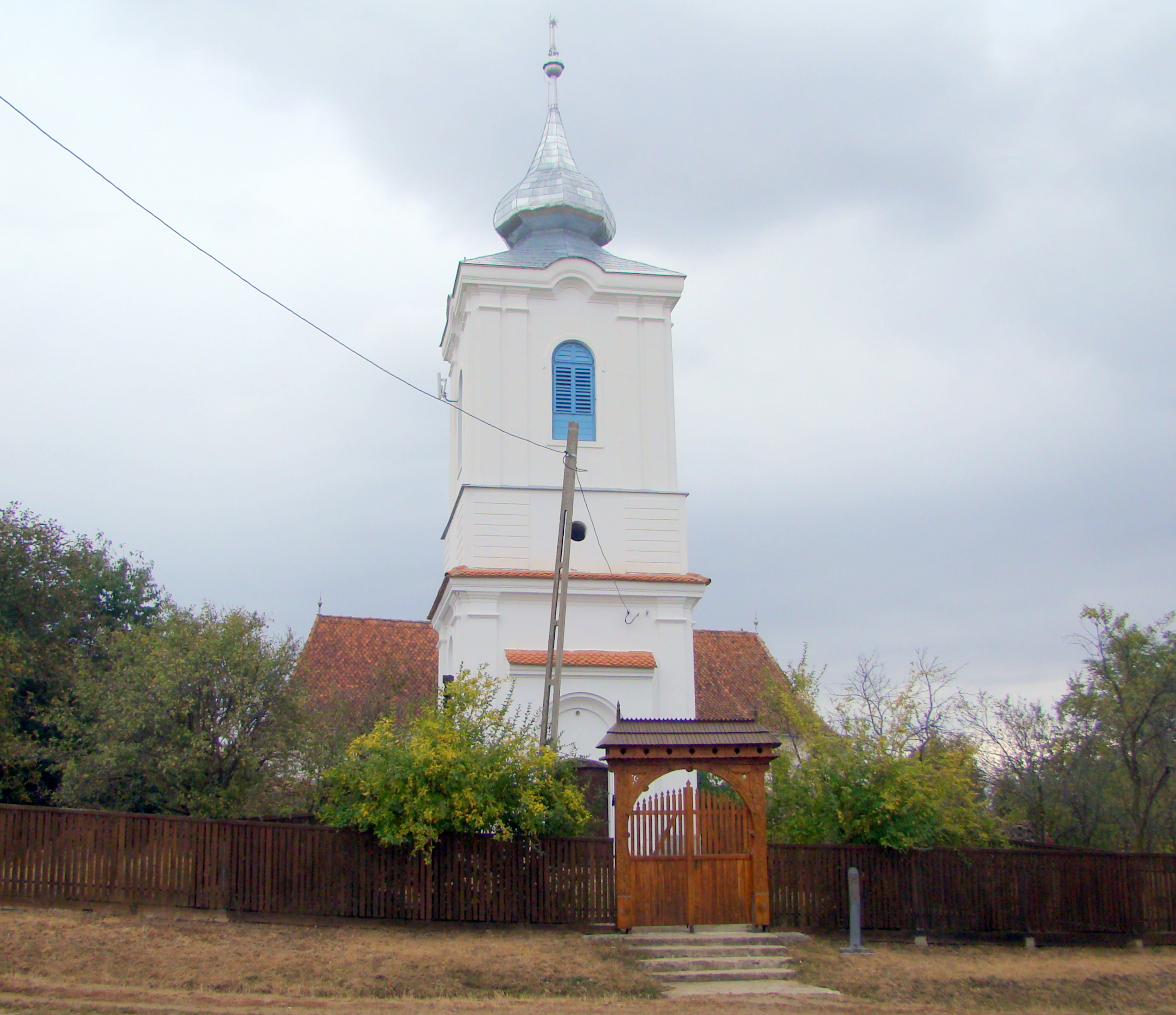
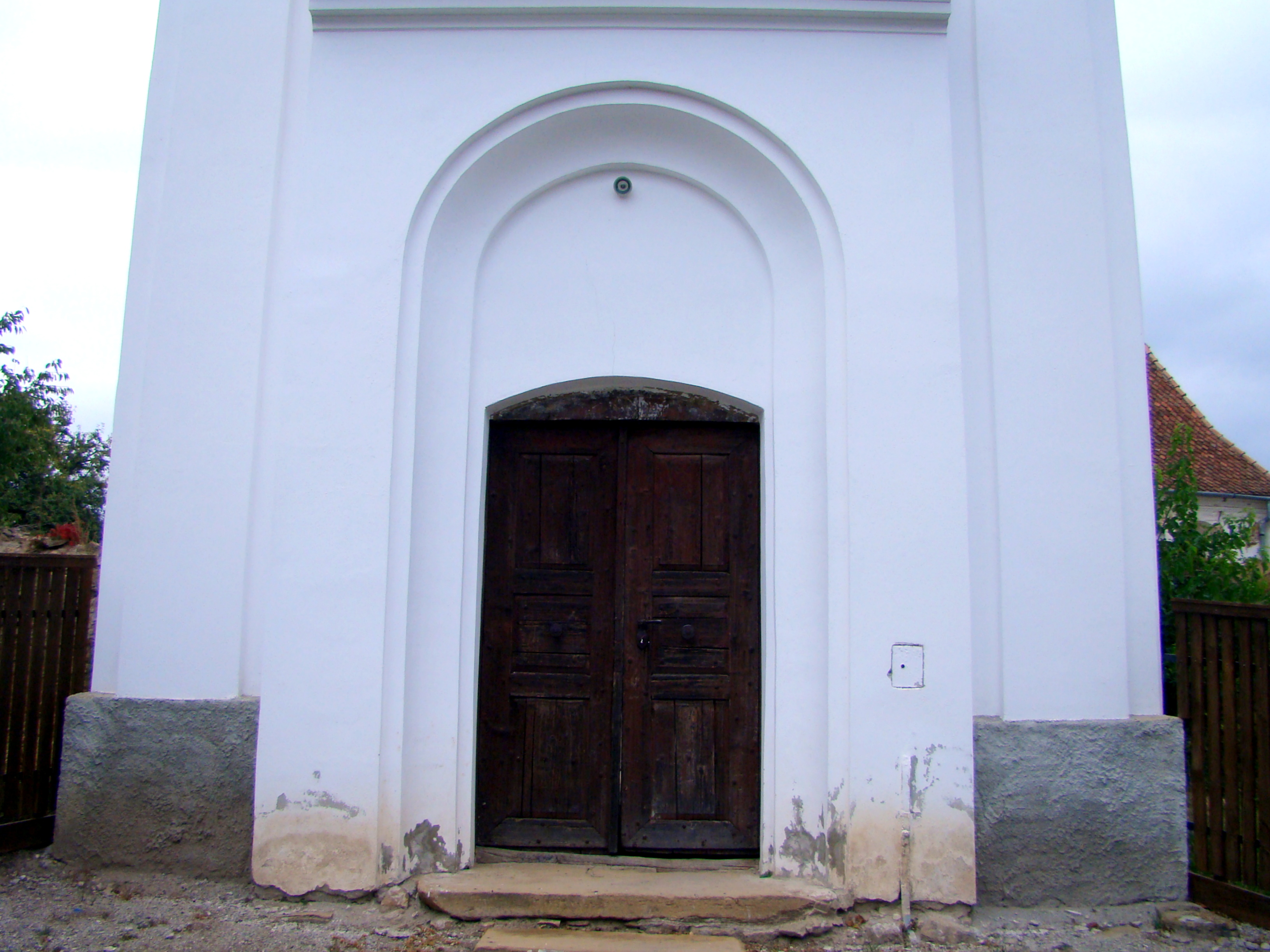
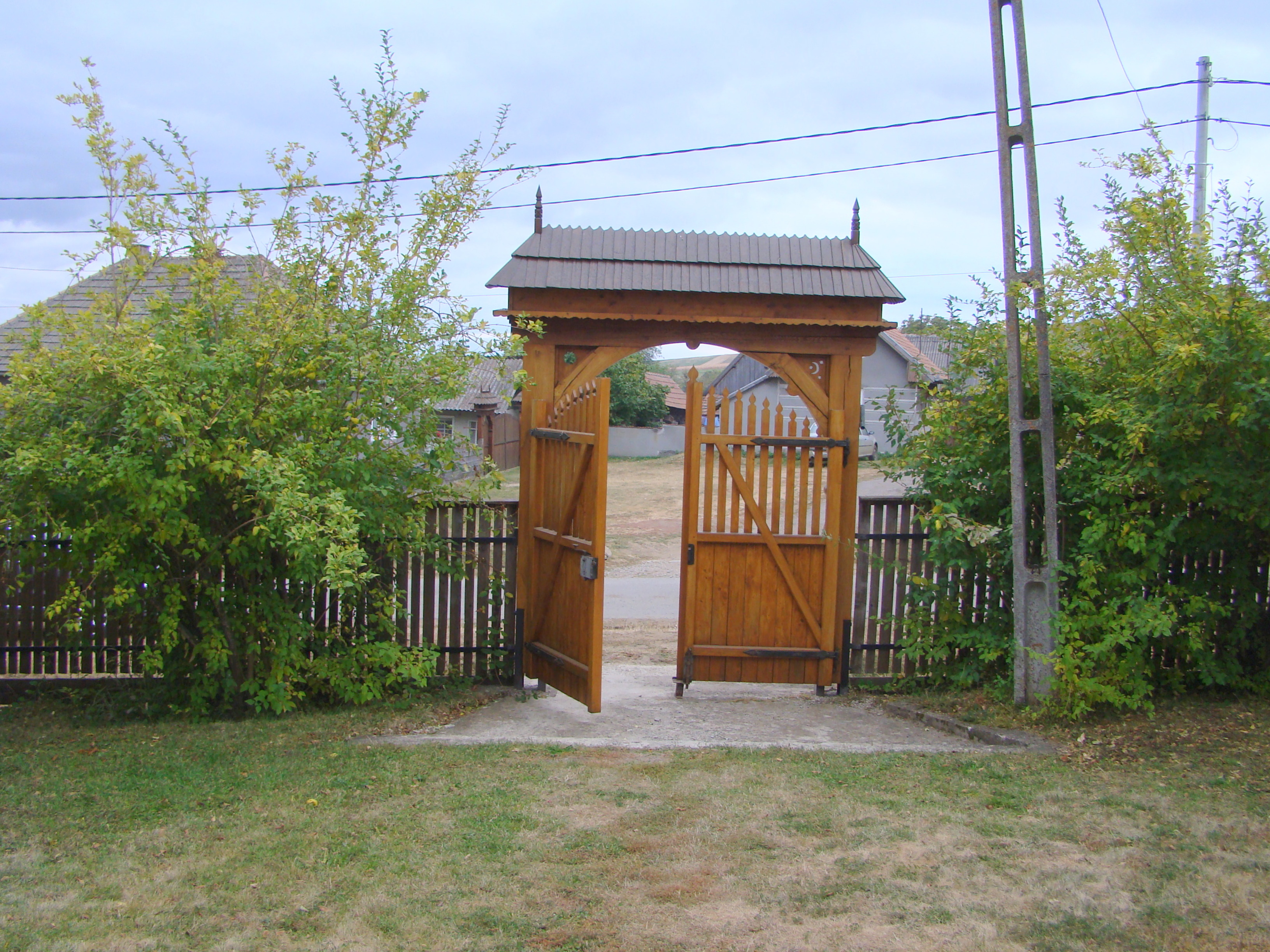
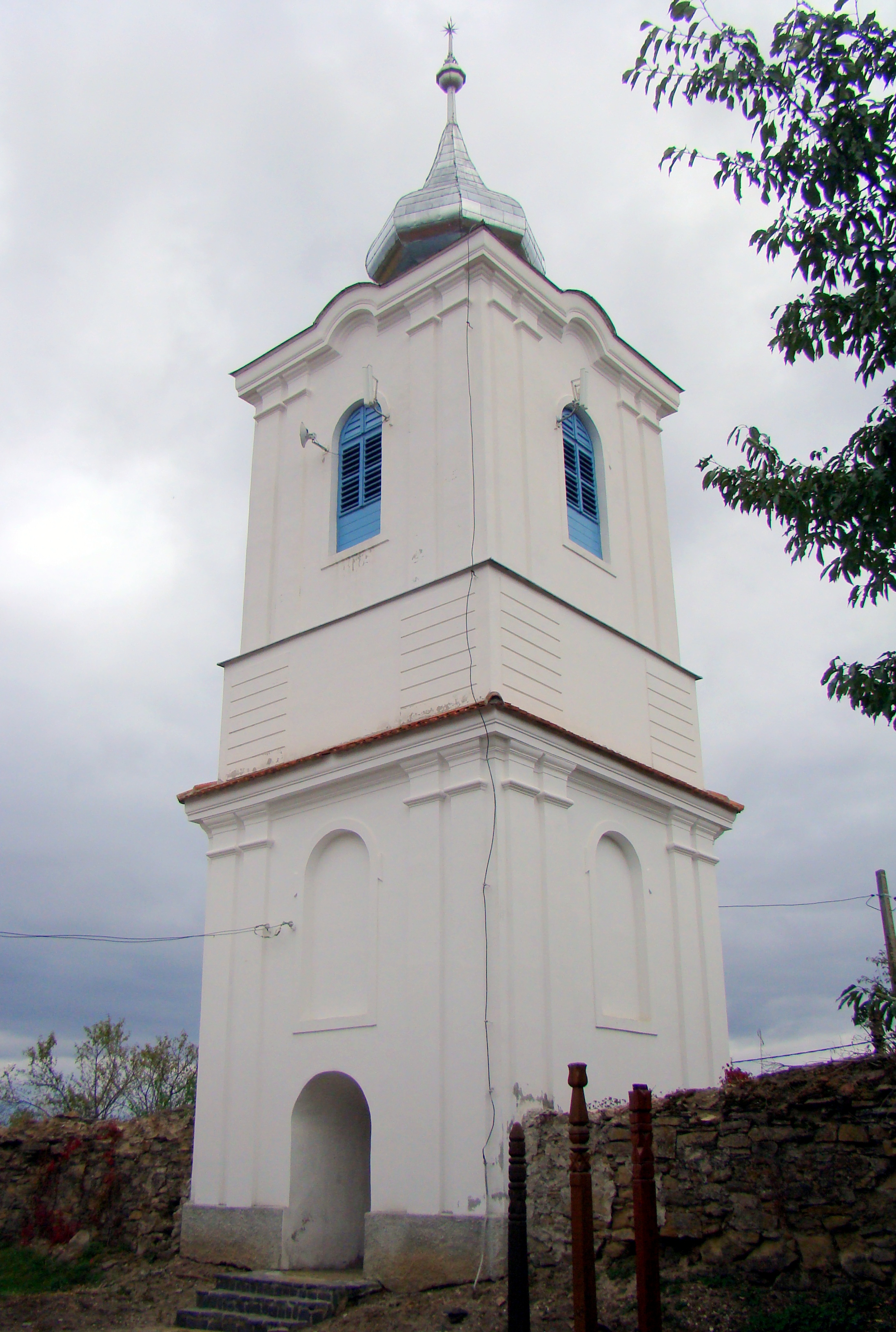
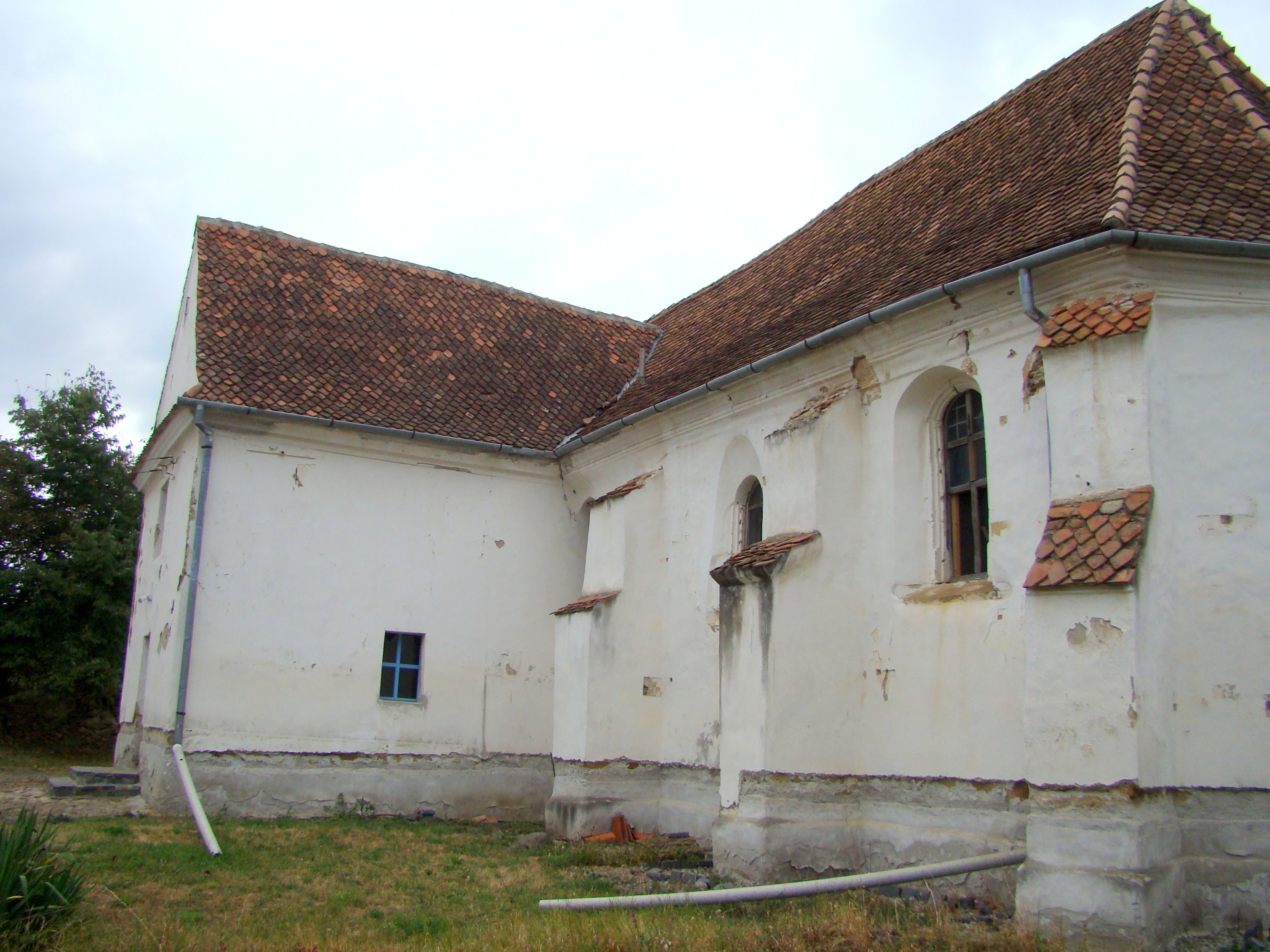
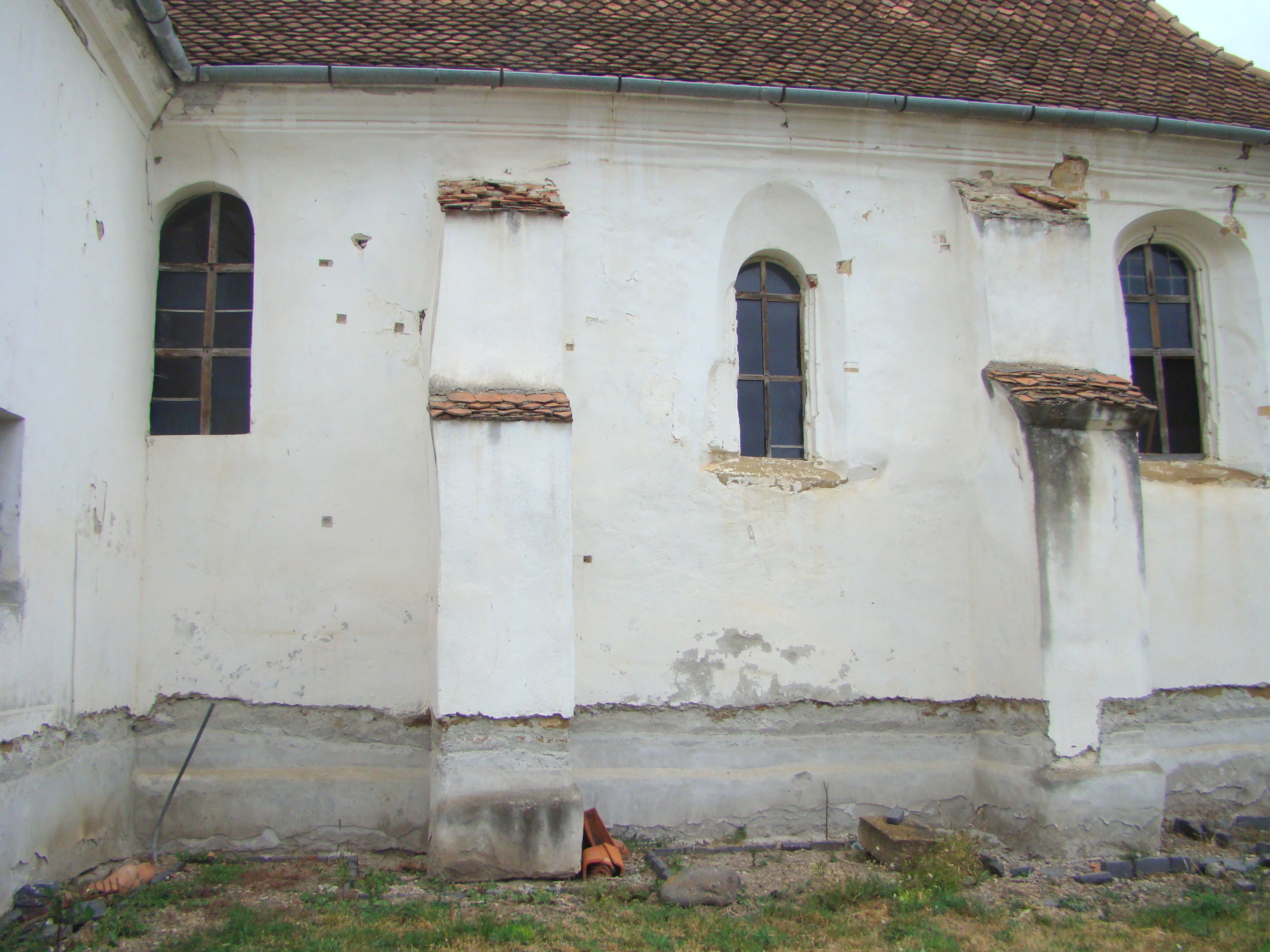
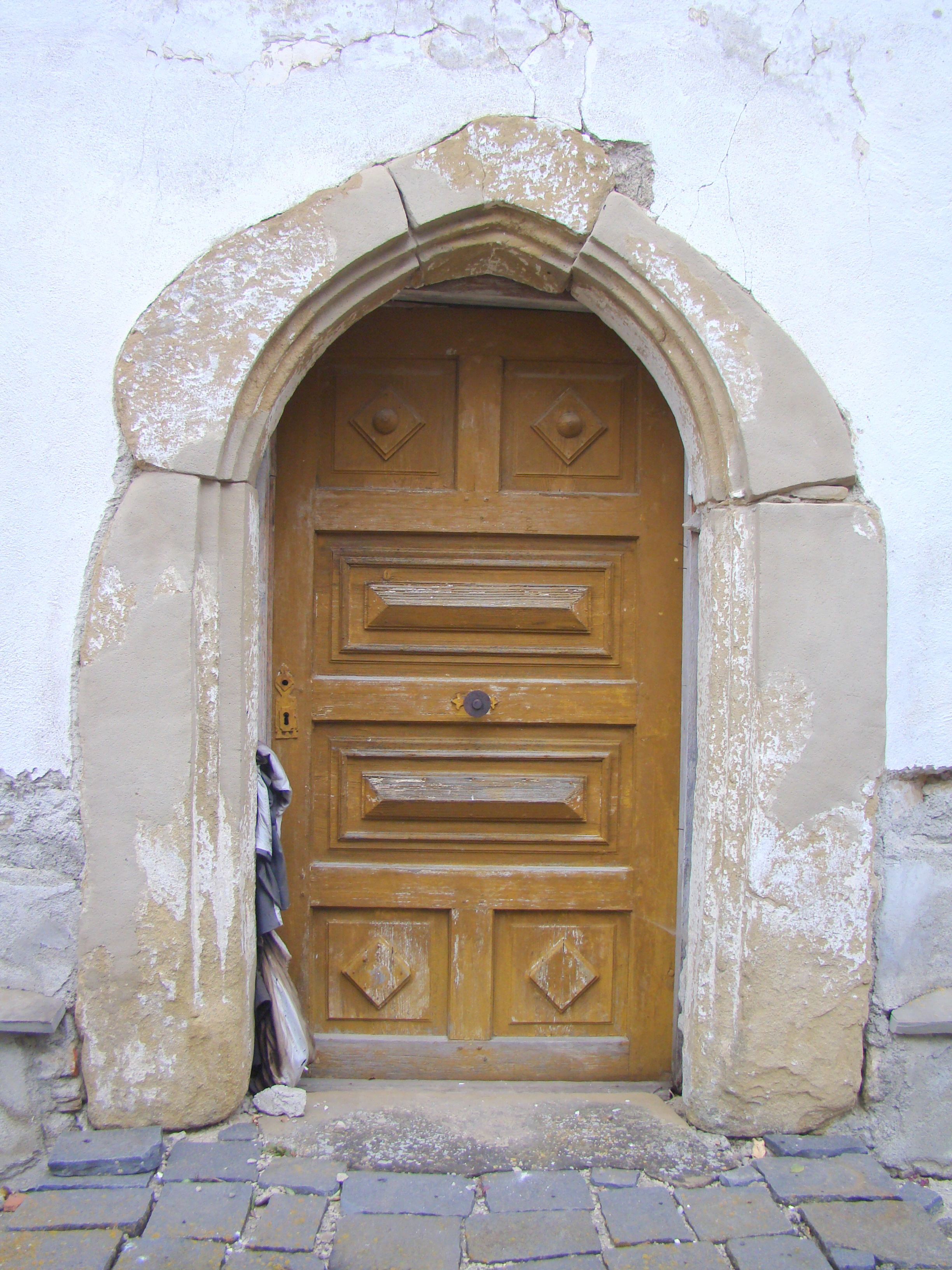
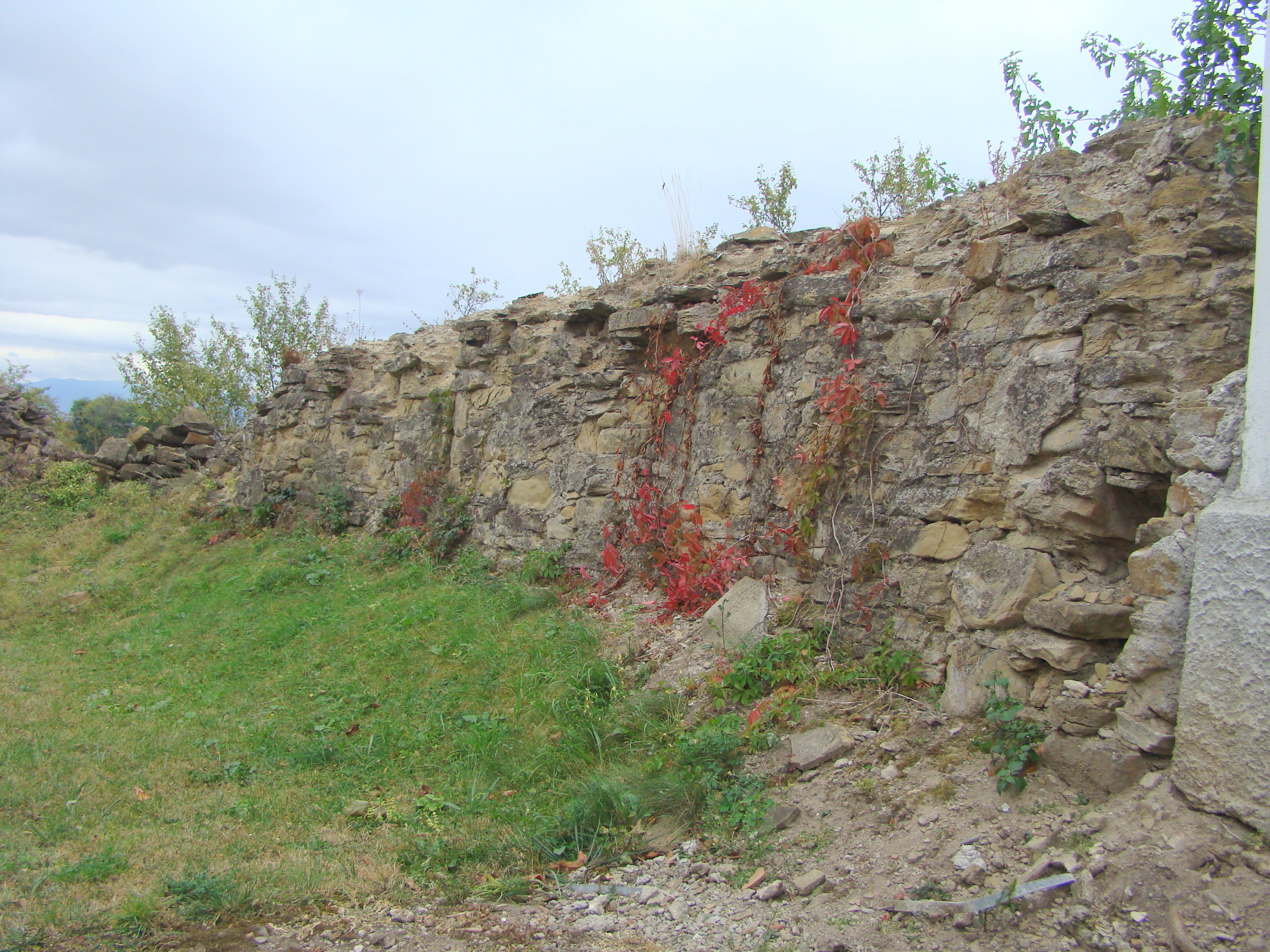
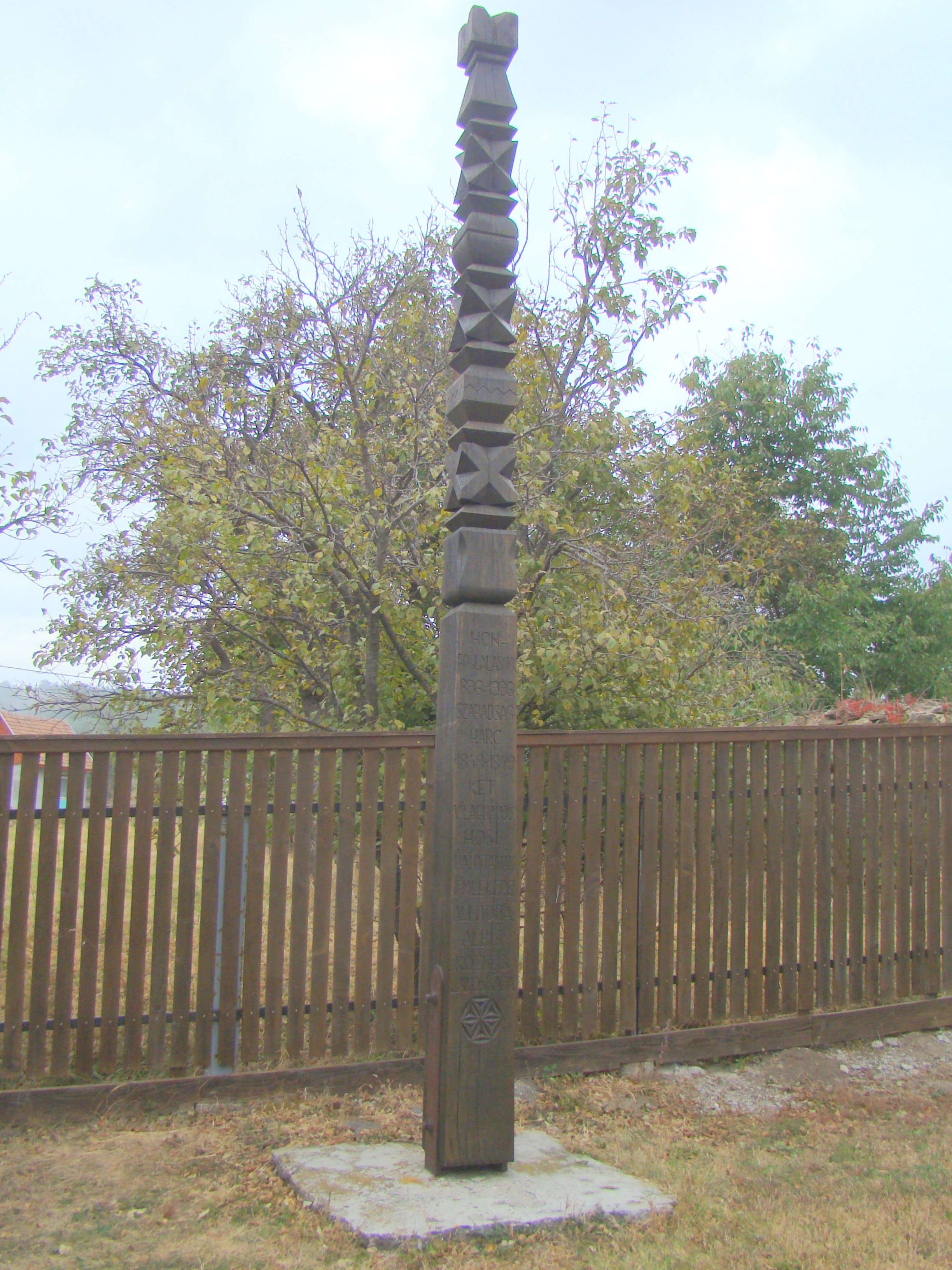

Az északi oldalon, a szentély hajó felé eső utolsó támpillérközében elfalazott sekrestyeajtó látható. A részlegesen elfalazott nyílásnak érdekessége az, hogy egykori ajtaját a falban eltolható gerendával lehetett zárni.
A templom hajója  síkmennyezetes. A szentély déli falán 17. századi ornamentális falfestés töredékei kerültek elő, amelyen ószövetségi idézetek olvashatók.
Figyelemre méltó fehérre meszelt kőszószéke, faragott rozettákkal, áttört díszítésű festett fa koronával. Asztalosmunkái közül jelentős még az 1786-ból származó feliratos táblákkal ellátott festett fa karzatmellvédje.
A templombelső legfontosabb régészeti lelete a román kori templom keresztelőmedencéje és talapzata. A vörös andezitből készült  kettős tagoltságú, szabálytalan nyolcszögletű keresztelőmedence közepén egy erősen tagolt félköríves keresztmetszetű borda fut körbe. Oldalainak felületén kétsoros,  farkasfog díszítés látható.
A mai toronynak csupán földszinti része középkori eredetű, de azon is jelentős átalakításokat végeztek. A torony bejáratától balra, az oldalfalba vágott keskeny lépcső vezet a későbbi ráépítésből származó felső emeletekre. A felső emeletnek tágas hangablakai vannak. A templomtól különálló toronyban két harang van elhelyezve, az egyiket 1558-ban, a másikat 1772-ben öntötték Brassóban. A tornyot bádogból készült hagymasisak fedi.
A templomot 2,5-3 méter magas, ovális várfal veszi körül, amely egykor magasabb lehetett. A lapos kövekből rakott 140-150 centiméter vastag falon egyáltalán nincsenek lőrések, ezt igazolja a változó magasságú falperem és a fal vastagsága is.

## Külső hivatkozások
- Székelyföldért.info